# Уилсон, Чарльз (блюзмен)
Не следует путать c Чарли Уилсоном, американским R&B и соул- исполнителем
Чарльз Уилсон (англ. Charles Wilson), 27 января 1957 года, Чикаго, Иллинойс, США — американский блюзовый певец и автор песен. Номинант Blues Music Awards в номинации «Альбом соул-блюза» (2005, 2010) . Племянник известного музыканта Литтл Милтона.

## Биография
Чарльз Уилсон родился в Чикаго в 1957 году. С раннего детства пел госпел в церкви . Его отец часто брал мальчика с собой в театр Regal, где выступали многие известные музыканты и в их числе дядя Уилсона Литтл Милтон. Там же в театре ещё в детстве Чарльз познакомился с Бобби «Блю» Блэндом, Джеки Уилсоном, Сэмом Куком и Джуниором Уэллсом. Впервые вышел на сцену в театре в девятилетнем возрасте. В четырнадцать лет впервые отправился на гастроли, выступая на разогреве у таких артистов, как Бобби Раш. 
После окончания средней школы Уилсон расширил свою концертную деятельность в клубах Чикаго, выступал на разогреве у легенд блюза Зи Зи Хилла, Коко Теёлор, Бадди Гая и Би Би Кинга. Его первым сольным релизом стал сингл 1984 года «Trying To Make A Wrong Thing Right», выпущенный на AlleyCat Records; в следующем году вышел второй сингл. Оба релиза не имели особого успеха, но закрепили статус Уилсона как блюзового исполнителя . В 1990 году в Атланте, Джорджия он записал свой дебютный альбом, в записи которого гостем выступил Литтл Милтон. Там же Уилсон увлёкся южным соулом, начав сочетать его с блюзом. 
С этого времени Уилсон стабильно записывается и гастролирует по всему миру. Выступал на Чикагском блюзовом фестивале, фестивале блюза King Biscuit и фестивале блюза Waterfront; в Европе его выступления состоялись в частности на фестивалях блюза Piazza и Луганском блюзовом фестивале .
В 1999 году переехал из Чикаго в Гринвилл, Миссисипи, создав собственный лейбл звукозаписи, на котором выпустил два альбома. Альбомы, выпущенные Уилсоном на крупных лейблах - If Heartaches Were Nickels (2004,  Delmark Records), записанный с участием Литтл Милтона и Карла Уэзерсби  и Troubled Child (2009, Severn Records) претендовали на звание лучших альбомов соул-блюза Blues Music Awards. 
«У Уилсона богатый, живой, эмоциональный голос, способный выразить любовь, страсть и тоску, классический соул-блюзовый голос» 

## Дискография
- 1990: Blues In The Key Of C. (Ichiban Records)
- 1995: It's Sweet On The Backstreet (Ecko Records)
- 1997: Why? (Traction Records)
- 1998: Love Seat (Ecko Records)
- 1999: It Ain't The Size (Ecko Records)
- 2000: Mr. Freak (Ecko Records)
- 2001: Songs From The Vault (Wilson Records)
- 2001: Goin’ Jookin’ (Ecko Records)
- 2002: You Got To Pay To Play (Wilson Records)
- 2004: If Heartaches Were Nickels (Delmark Records)
- 2005: If It Ain't Broke Don't Fix It (Delta Ent.)
- 2007: The After Party (CDS Records)
- 2009: Troubled Child (Severn Records)
- 2015: Sweet & Sour Blues (Blues Critic Records)
- 2016: Southern Soul Jook Joint (CDS Records)